# Michael de Ferdinandy
Michael de Ferdinandy (* 5. Oktober 1912 in Budapest; † 7. Oktober 1993 in Oxford) war ein ungarischer Historiker.

## Leben
De Ferdinandy lehrte in Portugal, Argentinien, Costa Rica und Deutschland und schrieb auf Spanisch, Ungarisch und Deutsch. Sein Forschungsgebiet war die Geschichte der spanischen Habsburger und die Geschichte der iberischen Geschichtsschreibung. 
Michael de Ferdinandy starb 2 Tage nach seinem 81. Geburtstag am 7. Oktober 1993 in Oxford und fand dort auch seine letzte Ruhestätte. 

## Werke (Auswahl)
Aufsätze
- Karl V. und sein Bild bei Sandoval. In: Archiv für Kulturgeschichte, Bd. 50 (1968), S. 64–81, ISSN 0003-9233. Online

Monographien
- Die hispanischen Königsgesta. Portugiesische und spanische Geschichtsschreibung im Zeitalter der Renaissance (Europäisches Forum; Bd. 4). Peter Lang Verlag, Frankfurt/M. 1984, ISBN 3-8204-6103-5.
- Karl V. Eine Biographie. Goldmann, München 1978, ISBN 3-442-11922-7  (EA Tübingen 1966).
- Philipp II. Größe und Niedergang der spanischen Weltmacht. Bechtermünz, Augsburg 1996, ISBN 3-86047-160-0 (EA Wiesbaden 1977).
- Der heilige Kaiser. Otto III. und seine Ahnen. Wunderlich, Tübingen 1969.
- mit George Vernadsky: Studien zur ungarischen Frühgeschichte (Südeuropäische Arbeiten; 47). Oldenbourg Verlag, München 1957.
- Mignon. Scheufele Verlag, Stuttgart 1969.
- Tschingis Khan. Der Einbruch des Steppenmenschen. Rowohlt, Hamburg 1958 (rde).